# یوروپ
یوروپ (به انگلیسی: Europe) یک گروه موسیقی راک از کشور سوئد است که در سال ۱۹۷۹ توسط خواننده اصلی جویی تمپست (Joey Tempest)، گیتاریست جان نورام (John Norum)، و درامر تونی رنو (Tony Reno) پایه‌گذاری شد. آنها در سال ۱۹۸۲ با موفقیت در یک برنامه تلویزیونی سوئدی به شهرت رسیدند.
از زمان شکل‌گیری، یوروپ ۱۱ آلبوم استودیویی، ۳ آلبوم زنده و ۲۴ موزیک ویدئو منتشر کرده است.

## شمارش معکوس
آلبوم مولتی پلاتینیوم شمارش معکوس که در سال ۱۹۸۶ روانه بازار شد برای گروه شهرت جهانی به ارمغان آورد و فقط در ایالات متحده بیش از ۳/۰۰۰/۰۰۰ نسخه از آن به‌فروش رسید. آن‌ها با آمار فروش ۴/۰۰۰/۰۰۰ آلبوم در آمریکا و بیش از ۱۰/۰۰۰/۰۰۰ نسخه در سطح جهانی، از موفق‌ترین گروه‌های راک دهه ۸۰ میلادی به‌شمار می‌آیند.

## اعضای فعلی
- جویی تمپست: آواز، گیتار آکوستیک و ریتم‌گیتار (۱۹۷۹ تا ۱۹۹۲ - ۲۰۰۳ تا کنون)
- جان نورام: گیتار الکتریک (۱۹۷۹ تا ۱۹۸۶ - ۲۰۰۳ تا کنون)
- جان لوین: گیتار بیس (۱۹۸۱ تا ۱۹۹۲ - ۲۰۰۳ تا کنون)
- میک مایکلی: کیبورد (۱۹۸۴ تا ۱۹۹۲ - ۲۰۰۳ تا کنون)
- یان هاگلند: درامز، پرکاشن (۱۹۸۴ تا ۱۹۹۲ - ۲۰۰۳ تا کنون)

## اعضای پیشین
- کی مارچلو: گیتار الکتریک (۱۹۸۶ تا ۱۹۹۲)
- پیتر السن: گیتار بیس (۱۹۷۹ تا ۱۹۸۱)
- مارسل ژاکوب: گیتار بیس (۱۹۷۴)
- تونی رنو: درامز (۱۹۷۹ تا ۱۹۸۴)

## آلبوم‌ها
| نام آلبوم                | سال انتشار |
| ------------------------ | ---------- |
| ۱. Europe                | ۱۹۸۳       |
| ۲. Wings of Tomorrow     | ۱۹۸۴       |
| ۳. The Final Countdown   | ۱۹۸۶       |
| ۴. Out of This World     | ۱۹۸۸       |
| ۵. Prisoners in Paradise | ۱۹۹۱       |
| ۶. Start from the Dark   | ۲۰۰۴       |
| ۷. Secret Society        | ۲۰۰۶       |
| ۸. Last Look at Eden     | ۲۰۰۹       |
| ۹. Bag of Bones          | ۲۰۱۲       |
| ۱۰. War of Kings         | ۲۰۱۵       |
| ۱۱. Walk the Earth       | ۲۰۱۷       |